# 戴安娜·艾萨克
戴安娜·艾萨克（英語：Diana Isaac，1921年9月2日—2012年11月23日）是新西兰商人、慈善家，因和丈夫尼尔·艾萨克成立建筑公司及对基督城的建设有功而知名。

## 生平
戴安娜·艾萨克原名埃德娜·玛丽·吉尔伯特，1921年生于英格兰德文郡。第二次世界大战期间，她加入英军，与来自新西兰提马鲁的尼尔·艾萨克相识。1946年，他们在印度新德里的救主堂结婚。戴安娜在印度军中服役三年，于1950年定居新西兰基督城，并在那里成立艾萨克建筑公司。
1956年至1958年间，与新西兰人结婚的外国人可以获得新西兰护照，戴安娜·艾萨克利用了这个优势，于2012年10月在一场私人聚会上由时任基督城市长鲍勃·帕克授予新西兰公民权。
2012年11月，艾萨克在基督城的家中去世，葬礼在基督城市中心的教堂举行，由维多利亚·马修斯牧师主持。其侄女、行动新西兰党首凯瑟琳·艾萨克和歌唱家玛尔维娜·维杰在葬礼上发言。

## 贡献与奖项
艾萨克为新西兰林肯大学和坎特伯雷大学建立了奖学金，赞助了皇家艾萨克剧院和基督城艺术馆，成立了艾萨克自然保护中心，以及协助在基督城郊外成立了孔雀温泉野生动物保护区。
2009年，因在商业和自然保护方面的成就，艾萨克被授予新西兰功绩勋章。同年，她被评为“基督城十二英杰”之一，其铜像于基督城艺术中心外发布。2010年，艾萨克成为年度最佳新西兰人三强之一。